# 人形文化交流館
勝浦町人形文化交流館（にんぎょうぶんかこうりゅうかん）は、徳島県勝浦郡勝浦町にある雛人形に関する資料館。道の駅ひなの里かつうらに隣接。

## 概要
毎年春に開催されているビッグひな祭りの開催時期に合わせて開館し、ビッグひな祭りの会場となっている。

## 交通
- JR徳島駅から車で約60分。